# Tomoyuki Yoshino
Tomoyuki Yoshino (吉野 智行 Yoshino Tomoyuki?, nacido el 9 de julio de 1980 en Kanagawa) es un exfutbolista japonés. Jugaba de centrocampista y su último club fue el Gainare Tottori de Japón.

## Trayectoria

### Clubes
| Club            | País  | Año         |
| --------------- | ----- | ----------- |
| Urawa Reds      | Japón | 1999 - 2002 |
| Shonan Bellmare | Japón | 2002 - 2005 |
| Yokohama FC     | Japón | 2006 - 2007 |
| Gainare Tottori | Japón | 2008 - 2013 |

## Estadística de carrera

### J. League
| Club            | Año   | J. League | J. League | Copa J. League | Copa J. League | Total | Total |
| Club            | Año   | Part.     | Goles     | Part.          | Goles          | Part. | Goles |
| --------------- | ----- | --------- | --------- | -------------- | -------------- | ----- | ----- |
| Urawa Reds      | 1999  | 7         | 0         | 0              | 0              | 7     | 0     |
| Urawa Reds      | 2000  | 20        | 3         | 2              | 0              | 22    | 3     |
| Urawa Reds      | 2001  | 1         | 0         | 0              | 0              | 1     | 0     |
| Urawa Reds      | 2002  | 0         | 0         | 0              | 0              | 0     | 0     |
| Shonan Bellmare | 2002  | 27        | 1         | -              | -              | 27    | 1     |
| Shonan Bellmare | 2003  | 40        | 0         | -              | -              | 40    | 0     |
| Shonan Bellmare | 2004  | 23        | 0         | -              | -              | 23    | 0     |
| Shonan Bellmare | 2005  | 32        | 0         | -              | -              | 32    | 0     |
| Yokohama FC     | 2006  | 25        | 0         | -              | -              | 25    | 0     |
| Yokohama FC     | 2007  | 10        | 0         | 3              | 0              | 13    | 0     |
| Gainare Tottori | 2011  | 20        | 1         | -              | -              | 20    | 1     |
| Gainare Tottori | 2012  | 20        | 1         | -              | -              | 20    | 1     |
| Gainare Tottori | 2013  | 7         | 0         | -              | -              | 7     | 0     |
| Total           | Total | 232       | 6         | 5              | 0              | 237   | 6     |

## Palmarés

### Títulos nacionales
| Título    | Club        | País  | Año  |
| --------- | ----------- | ----- | ---- |
| J2 League | Yokohama FC | Japón | 2006 |